# Christian de Prusse
Christian-Sigismond de Prusse (en allemand : Christian-Sigismund Louis Ferdinand Kilian Prinz von Preußen), né le 14 mars 1946 à Bad Kissingen, est un membre de la maison royale de Prusse.

## Biographie
Le prince Christian-Sigismond de Prusse est le fils du prince Louis-Ferdinand de Prusse et de la grande-duchesse Kira Kirillovna de Russie. Il est le petit-fils du Kronprinz Guillaume de Prusse et l'arrière-petit-fils de l'empereur Guillaume II. Il est actuellement 5e dans l'ordre de succession au défunt et hypothétique trône impérial allemand et royal de Prusse.
Il a une liaison avec Mlle Christiane Grandmontagne, fille de Daniel Grandmontagne, directeur de la Foire internationale de Sarrebruck (mariée en 2004 au comte Jan Bernadotte, fils du comte Lennart Bernadotte et cousin du roi Charles XVI Gustave de Suède), d'où naîtra une fille illégitime mais reconnue, Isabelle-Alexandra von Preußen (née en 1969). 
Il épouse au domaine Gut Damp (de) à Damp, le 29 septembre 1984 (civilement) puis le 1er octobre 1984 (religieusement), la comtesse Nina von Reventlow (née le 13 mars 1954 à Kiel). Deux enfants naissent de cette union :
- Le prince Christian-Ludwig de Prusse (né le 16 mai 1986 à Brême, dit ponctuellement « Michael Christian Ludovici »). Il épouse au domaine Gut Üselitz (de) à Poseritz (civilement) puis à l'église évangélique St. Stephanus à Swantow (de) (religieusement [avec annonce à la cathédrale de Berlin][2]), sur l'île de Rügen, le 29 avril 2023, la baronne Désirée von Künsberg[3],[N 1],[N 2] (née Désirée Freiin von Künsberg[2], née le 12 avril 1988), présidente de l'Union des femmes du Dahme-Spreewald de la CDU[4].

- La princesse Irina de Prusse (née le 4 juillet 1988 à Brême)[5].